# Pseudespera sericea
Pseudespera sericea es una especie de insecto coleóptero de la familia Chrysomelidae.
Fue descrita científicamente en 1985 por Chen.